# Astragalus vogelii
Astragalus vogelii là một loài thực vật có hoa trong họ Đậu. Loài này được (Webb) Bornm. miêu tả khoa học đầu tiên.